# Cheung Kong Holdings
Cheung Kong Holdings Limited  (mandarin: 長江實業), var ett börsnoterat kinesiskt förvaltningsbolag med huvudkontor i Hongkong.
Cheung Kong Holdings grundades av Li Ka Shing som plastföretaget Cheung Kong Industries på 1950-talet. Under hans ledning växte företaget snabbt och utvecklades till  fastighetsutvecklingsföretaget Cheung Kong Holdings Limited 1971.
Företaget noterades på Hongkongbörsen 1972. Det utvecklades till ett av de största fastighetsföretagen i Hongkong för bostäder, kontor, detaljhandel, hotell och industribyggnader och inlemmade också företag i andra branscher i gruppen, inklusive det börsnoterade Hutchison Whampoa.
Cheung Kong Holdings fusionerade 2015 med sitt dotterbolag Hutchison Whampoa till CK Hutchison Holdings Limited, medan fastigheterna organiserades separat i bolaget Cheung Kong Property Holdings.

## Dotterbolag i urval
- Hutchison Whampoa Limited
- Cheung Kong Infrastructure Holdings Limited
- Power Assets Holdings Limited
- CK Life Sciences International Holdings Inc.
- Hutchison Asia Telecommunications Limited
- TOM Group Limited